# 乌克兰比利·简·金杯代表队
乌克兰比利·简·金杯代表队是代表乌克兰参加女子网球世界杯比利·简·金杯（以前称为联合会杯）的队伍，由乌克兰网球联合会负责组织管理和参赛。在苏联解体后，乌克兰于1993年首次参加联合会杯，她们在比利·简·金杯上的最好成绩是在2010年和2012年打入了世界组八强。